# Parábasis
Parabasis of parabase is in Griekse oude komedies het moment dat het koor zich direct richt tot het publiek.
Dit gebeurt om vanuit de schrijver commentaar te leveren op de toneelspelers. Het parabastisch moment vindt men ook terug in de literatuur, wanneer de auteur loskomt van het verhaal en zich direct tot de lezer wendt. Als zodanig kan het worden vergeleken met een parenthese.

## Structuur
Een parabasis bestaat meestal uit drie liederen (S), afgewisseld met drie toespraken (s) (of recitatieven) in de volgorde S-s-s-s-s. De eerste toespraak, of eigenlijke parabasis - meestal in anapest - eindigt vaak met een passage die heel snel (theoretisch in één adem) moet worden afgerateld.